# ويليام دبليو. فوستر
ويليام دبليو. فوستر (بالإنجليزية: William W. Foster)‏ هو سياسي أمريكي، ولد في 22 يوليو 1922 في الولايات المتحدة، وتوفي في 25 يناير 2000 في الولايات المتحدة. حزبياً، نشط في الحزب الجمهوري. وقد انتخب عضو مجلس نواب بنسيلفانيا.